# 藤原斉敏
藤原 斉敏（ふじわら の ただとし、旧字体：藤󠄁原 齊敏󠄀）は、平安時代中期の公卿。藤原北家小野宮流、摂政・藤原実頼の三男。官位は従三位・参議。

## 経歴
朱雀天皇の御代に、始め小舎人として出仕した。天慶6年（943年）殿上にて元服し、長兄・敦敏や次兄・頼忠に次いで天慶7年（944年）17歳で従五位下に叙爵され、天慶9年（946年）侍従に任官する。
村上朝初頭の天暦元年（947年）に敦敏が早世し、頼忠が嫡男となる。斉敏は天暦4年（950年）左兵衛権佐に任ぜられると、天暦5年（951年）従五位上、天暦7年（953年）正五位下と順調に昇進。天暦9年（955年）2月に五位蔵人となるが、同年11月に従四位下に叙せられたため、9月ほどで蔵人を辞している。天暦10年（956年）右近衛権中将に任ぜられるが、天徳3年（959年）には病により中将を辞任した。
中将辞任後はしばらく散位にあったが、康保3年（966年）春宮・憲平親王の春宮権亮として復任し、翌康保4年（967年）憲平親王が即位（冷泉天皇）すると、正四位下・参議に叙任されて公卿に列した。また、参議任官と同時に、新春宮・守平親王の春宮亮も兼帯している。
議政官の傍らで、治部卿・左兵衛督・右衛門督などを兼帯する。しかし、冷泉朝以降は後任参議ながら天皇の外戚である九条流の藤原兼通・兼家兄弟に昇進で先を越され、円融朝の天禄3年（972年）には兼通が関白内大臣、兼家が大納言と高官を占める中で、斉敏の昇進は停滞し相変わらず正四位下・参議のままであった。
天禄4年（973年）正月に従三位に叙せられるが、同月には14歳年下である九条流の藤原為光にまで権中納言昇進で後塵を拝してしまう。この状況の中で同年2月14日薨去。享年46。最終官位は参議従三位左兵衛督。

## 官歴
『公卿補任』による。
- 天慶6年（943年） 4月18日：元服
- 天慶7年（944年） 2月28日：従五位下（陽成院延喜八年御給）。4月14日：昇殿
- 天慶9年（946年） 2月7日：侍従。12月29日：昇殿
- 天暦4年（950年） 正月30日：左兵衛権佐
- 天暦5年（951年） 正月7日：従五位上
- 天暦7年（953年） 正月7日：正五位下（中宮御給）
- 天暦8年（954年） 3月14日：兼美濃権介
- 天暦9年（955年） 2月17日：五位蔵人。11月22日：従四位下（朔旦）。12月：昇殿
- 天暦10年（956年） 3月24日：右近衛権中将
- 天徳2年（958年） 正月30日：兼美濃権守
- 天徳3年（959年） 正月26日：辞中将（依病）
- 康保3年（966年） 9月17日：春宮権亮（春宮・憲平親王、元散位）
- 康保4年（967年） 6月14日：昇殿（踐祚）。10月7日：参議兼春宮亮（春宮・守平親王）、兼国如元。10月11日：正四位下（前坊亮）
- 康保5年（968年） 正月13日：兼伊予守。6月14日：兼治部卿
- 安和2年（969年） 11月11日：左兵衛督（去卿）
- 安和3年（970年） 正月28日：兼右衛門督、検非違使別当。5月18日：服解（父薨）。7月5日：復任
- 天禄4年（973年） 正月8日：従三位。正月28日：兼伊予守。2月14日：薨去（参議従三位左兵衛督）

## 系譜
『尊卑分脈』による。
- 父：藤原実頼
- 母：藤原時平の娘
- 妻：藤原尹文の娘（?-974）
  - 男子：藤原高遠（949-1013）
  - 男子：藤原懐平（953-1017）
  - 男子：藤原実資（957-1046） - 藤原実頼養子

子息3人は全員が65歳以上を保ち、それぞれ公卿に列した。特に藤原実資は実頼の養子となって右大臣まで昇り、小野宮流を継いでいる。